# Dandong
Dandong (en chino tradicional, 丹東; en chino simplificado, 丹东; pinyin, Dāndōng) es una ciudad de la provincia de Liaoning, República Popular China. Está situada en la frontera entre China y Corea del Norte marcada por el río Yalu; este río también separa Dandong con la ciudad norcoreana de Sinuiju. La superficie de la ciudad administrativa es de 15 222 kilómetros cuadrados; la del núcleo urbano es de 563 kilómetros cuadrados y tiene 865 000 habitantes. La ciudad administrativa contaba aproximadamente con 2,44 millones de habitantes en 2010.

## Administración
La ciudad prefectura de Dandong se divide en 6 localidades que se administran en 3 distritos urbanos, 2 ciudades suburbanas y 1 condado rural:
- Distrito Zhenxing (振兴区)
- Distrito Yuanbao (元宝区)
- Distrito Zhen'an (振安区)
- Ciudad Fengcheng (凤城市)
- Ciudad Donggang (东港市)
- Condado Kuandian (宽甸满族自治县)

## Historia
Los mapas y artilugios encontrados sugieren que la zona ha estado habitada desde la época de la dinastía Zhou. La zona se conoció como condado de Andong (安東) en 1876. Fue ocupada por Japón al comienzo de la primera guerra sino-japonesa en 1894. En la época de Manchukuo fue la capital de la provincia de Andong, una de las catorce provincias establecidas por Manchukuo. Adoptó su nombre actual el 20 de enero de 1965, para evitar las connotaciones de su antiguo nombre, que era considerado imperialista por algunos.

## Lugares de Interés
La ciudad está separada de Sinŭiju, Corea del Norte, por el río. Las dos ciudades están unidas por el Puente de la Amistad Sinocoreana. Otro sitio importante es la Gran Muralla Hushan (虎山长城), que marca el extremo este del comienzo de la ampliación de la Gran Muralla realizada por la Dinastía Ming. Otros puntos de interés turístico son: el Memorial de la Guerra para Resistir la Agresión de EE. UU. y Ayudar a Corea (también conocida como la guerra de Corea) y la montaña Jingjiang que es el parque más grande de la ciudad y que en su día fue un puesto de vigilancia del Ejército de China.

## Clima
| Parámetros climáticos promedio de Dandong (1971−2000) | Parámetros climáticos promedio de Dandong (1971−2000) | Parámetros climáticos promedio de Dandong (1971−2000) | Parámetros climáticos promedio de Dandong (1971−2000) | Parámetros climáticos promedio de Dandong (1971−2000) | Parámetros climáticos promedio de Dandong (1971−2000) | Parámetros climáticos promedio de Dandong (1971−2000) | Parámetros climáticos promedio de Dandong (1971−2000) | Parámetros climáticos promedio de Dandong (1971−2000) | Parámetros climáticos promedio de Dandong (1971−2000) | Parámetros climáticos promedio de Dandong (1971−2000) | Parámetros climáticos promedio de Dandong (1971−2000) | Parámetros climáticos promedio de Dandong (1971−2000) | Parámetros climáticos promedio de Dandong (1971−2000) |
| Mes                                                   | Ene.                                                  | Feb.                                                  | Mar.                                                  | Abr.                                                  | May.                                                  | Jun.                                                  | Jul.                                                  | Ago.                                                  | Sep.                                                  | Oct.                                                  | Nov.                                                  | Dic.                                                  | Anual                                                 |
| ----------------------------------------------------- | ----------------------------------------------------- | ----------------------------------------------------- | ----------------------------------------------------- | ----------------------------------------------------- | ----------------------------------------------------- | ----------------------------------------------------- | ----------------------------------------------------- | ----------------------------------------------------- | ----------------------------------------------------- | ----------------------------------------------------- | ----------------------------------------------------- | ----------------------------------------------------- | ----------------------------------------------------- |
| Temp. máx. media (°C)                                 | −2.3                                                  | 1.1                                                   | 7.2                                                   | 14.6                                                  | 20.0                                                  | 24.1                                                  | 26.7                                                  | 27.8                                                  | 23.8                                                  | 16.9                                                  | 7.7                                                   | 0.1                                                   | 14.0                                                  |
| Temp. mín. media (°C)                                 | −11.4                                                 | −8.6                                                  | −2.4                                                  | 4.1                                                   | 10.2                                                  | 15.9                                                  | 20.3                                                  | 20.1                                                  | 13.7                                                  | 6.3                                                   | −1.2                                                  | −8.3                                                  | 4.9                                                   |
| Precipitación total (mm)                              | 7.1                                                   | 9.5                                                   | 18.1                                                  | 46.2                                                  | 73.1                                                  | 107.5                                                 | 251.6                                                 | 217.8                                                 | 104.6                                                 | 49.0                                                  | 28.4                                                  | 12.7                                                  | 925.6                                                 |
| Días de precipitaciones (≥ 0.1 mm)                    | 3.8                                                   | 3.6                                                   | 5.0                                                   | 8.2                                                   | 9.8                                                   | 11.7                                                  | 15.6                                                  | 12.0                                                  | 7.9                                                   | 6.8                                                   | 6.2                                                   | 3.9                                                   | 94.5                                                  |
| Horas de sol                                          | 195.0                                                 | 199.7                                                 | 228.4                                                 | 234.0                                                 | 243.4                                                 | 212.9                                                 | 159.3                                                 | 199.5                                                 | 225.5                                                 | 215.5                                                 | 171.7                                                 | 174.0                                                 | 2458.9                                                |
| Humedad relativa (%)                                  | 55                                                    | 53                                                    | 60                                                    | 66                                                    | 72                                                    | 82                                                    | 89                                                    | 86                                                    | 78                                                    | 69                                                    | 63                                                    | 59                                                    | 69.3                                                  |
| Fuente: China Meteorological Administration           |                                                       |                                                       |                                                       |                                                       |                                                       |                                                       |                                                       |                                                       |                                                       |                                                       |                                                       |                                                       |                                                       |

## Ciudades hermanadas
Dandong está hermanada con las siguientes ciudades:
- Doncaster, Reino Unido - (1988)
- Wilmington, Carolina del Norte, Estados Unidos - (1986)